# Resultados do Carnaval de Uruguaiana em 2015
Resultados do Carnaval de Uruguaiana em 2015. O resultado foi divulgado no dia 8 de março, a Bambas da Alegria foi a vencedora com o enredo, A Lua dos Bambas, A Lua do Samba é a Luz da Alegria!.

## Grupo Especial
| AGREMIAÇÃO          | Abre Alas | Abre Alas | Abre Alas | Abre Alas | Alegorias | Alegorias | Alegorias | Alegorias | Bateria | Bateria | Bateria | Bateria | Comissão de Frente | Comissão de Frente | Comissão de Frente | Comissão de Frente | Conjunto | Conjunto | Conjunto | Conjunto | Enredo | Enredo | Enredo | Enredo | Evolução | Evolução | Evolução | Evolução | Fantasia | Fantasia | Fantasia | Fantasia | Harmonia | Harmonia | Harmonia | Harmonia | M. Sala P. Bandeira | M. Sala P. Bandeira | M. Sala P. Bandeira | M. Sala P. Bandeira | Samba Enredo | Samba Enredo | Samba Enredo | Samba Enredo | P.  | TOTAL |
| ------------------- | --------- | --------- | --------- | --------- | --------- | --------- | --------- | --------- | ------- | ------- | ------- | ------- | ------------------ | ------------------ | ------------------ | ------------------ | -------- | -------- | -------- | -------- | ------ | ------ | ------ | ------ | -------- | -------- | -------- | -------- | -------- | -------- | -------- | -------- | -------- | -------- | -------- | -------- | ------------------- | ------------------- | ------------------- | ------------------- | ------------ | ------------ | ------------ | ------------ | --- | ----- |
| Império Serrano     | 9,8       | 10        | 10        | 9,8       | 9,9       | 9,8       | 9,9       | 9,6       | 9,9     | 9,8     | 9,7     | 9,9     | 9,9                | 9,8                | 10                 | 10                 | 9,6      | 9,7      | 9,8      | 9,6      | 9,7    | 9,7    | 9,7    | 9,7    | 9,6      | 9,8      | 9,8      | 9,6      | 9,8      | 9,8      | 9,6      | 9,8      | 9,4      | 9,7      | 9,4      | 9,4      | 9,9                 | 9,9                 | 10                  | 9,9                 | 9,8          | 9,9          | 9,9          | 9,8          | 1,0 | 429,1 |
| Os Rouxinóis        | 9,9       | 9,9       | 10        | 10        | 9,9       | 9,8       | 9,9       | 9,9       | 10      | 10      | 10      | 10      | 9,9                | 9,8                | 10                 | 10                 | 10       | 9,8      | 9,8      | 10       | 9,8    | 9,9    | 9,9    | 9,8    | 9,8      | 9,9      | 10       | 10       | 9,9      | 10       | 10       | 9,9      | 10       | 10       | 9,8      | 10       | 10                  | 9,9                 | 10                  | 10                  | 10           | 10           | 10           | 10           | -   | 437,3 |
| Ilha do Marduque    | 10        | 10        | 10        | 10        | 10        | 10        | 9,9       | 10        | 10      | 10      | 10      | 10      | 10                 | 10                 | 10                 | 10                 | 10       | 9,9      | 10       | 10       | 10     | 10     | 10     | 10     | 9,7      | 10       | 10       | 9,9      | 9,9      | 10       | 10       | 9,9      | 9,9      | 10       | 10       | 10       | 10                  | 9,9                 | 9,8                 | 10                  | 10           | 10           | 10           | 10           | -   | 438,8 |
| Deu Chucha na Zebra | 9,8       | 9,8       | 9,8       | 9,8       | 9,6       | 9,8       | 9,8       | 9,5       | 10      | 9,7     | 9,6     | 10      | 10                 | 10                 | 10                 | 10                 | 9,9      | 9,9      | 9,9      | 9,9      | 9,7    | 9,7    | 9,7    | 9,6    | 9,9      | 9,6      | 9,9      | 9,8      | 9,9      | 9,8      | 9,8      | 9,9      | 9,5      | 9,7      | 9,5      | 9,8      | 9,8                 | 10                  | 9,9                 | 10                  | 9,9          | 10           | 9,9          | 10           | 2,0 | 430,1 |
| Cova da Onça        | 9,9       | 9,9       | 10        | 10        | 9,9       | 10        | 10        | 10        | 10      | 10      | 10      | 10      | 10                 | 10                 | 10                 | 9,9                | 10       | 9,5      | 10       | 9,8      | 9,9    | 9,9    | 9,9    | 9,9    | 10       | 9,3      | 10       | 9,9      | 10       | 10       | 10       | 10       | 10       | 9,7      | 9,8      | 9,0      | 10                  | 10                  | 9,9                 | 10                  | 10           | 10           | 10           | 10           | -   | 436,1 |
| Bambas da Alegria   | 10        | 9,9       | 9,9       | 10        | 9,9       | 10        | 9,9       | 10        | 10      | 10      | 9,9     | 10      | 10                 | 9,9                | 9,8                | 10                 | 10       | 10       | 10       | 10       | 10     | 10     | 10     | 10     | 10       | 9,9      | 9,9      | 10       | 10       | 10       | 10       | 10       | 10       | 9,9      | 10       | 10       | 10                  | 10                  | 10                  | 10                  | 10           | 10           | 10           | 10           | -   | 438,9 |

| Pos | Escolas de Samba           | Pts   | Enredo                                                                      | Classificação ou rebaixamento            | Ref;  |
| --- | -------------------------- | ----- | --------------------------------------------------------------------------- | ---------------------------------------- | ----- |
| 1   | Bambas da Alegria          | 438,9 | A Lua dos Bambas, A Lua do Samba é a Luz da Alegria!                        | Campeã do Carnaval de 2015               | [ 1 ] |
| 2   | Unidos da Ilha do Marduque | 438,8 | A Missa dos Quilombos                                                       | Continua no Grupo Especial em 2016       | [ 1 ] |
| 3   | Os Rouxinóis               | 437,3 | Na Batalha do Meu País... a Retomada Me Fez Feliz... Uruguaiana Minha Raiz! | Continua no Grupo Especial em 2016       | [ 1 ] |
| 4   | Unidos da Cova da Onça     | 436,1 | Ogum Iê! Da Capadócia ao Alto do Bronze, Cova da Onça Festeja Seu Padroeiro | Continua no Grupo Especial em 2016       | [ 1 ] |
| 5   | Deu Chucha na Zebra        | 430,1 | Vou Sonhar e Junto com a Zebra Voltar a ser Criança.                        | Continua no Grupo Especial em 2016       | [ 1 ] |
| 6   | Império Serrano            | 429,1 | Saltimbancos                                                                | Rebaixada para o Grupo de Acesso em 2016 | [ 1 ] |

## Grupo de acesso
| Colocação | Escola                   | Pontos | Nota      | Ref.  |
| --------- | ------------------------ | ------ | --------- | ----- |
| 1º        | Pantera Negra            | 216,1  | Promovida | [ 3 ] |
| 2º        | Acadêmicos de São Miguel | 215    |           | [ 3 ] |
| 3º        | Imperadores do Sol       | 214,5  |           | [ 3 ] |
| 4º        | Unidos da Mangueira      | 208,6  | Rebaixada | [ 3 ] |

## Grupo 2
| Colocação | Escola                 | Pontos | Nota      | Ref.  |
| --------- | ---------------------- | ------ | --------- | ----- |
| 1º        | Apoteose do Samba      | 108,7  | Promovida | [ 3 ] |
| 2º        | Unidos da Toca do Lobo | 103,5  |           | [ 3 ] |
| 3º        | Aliança do Samba       | 100,5  |           | [ 3 ] |